# دويتشه فلوجزيشيرونج
شركة دويتشه فلوجسيتشيرونج ( DFS ) هي الشركة الحكومية المسؤولة عن مراقبة الحركة الجوية في ألمانيا . وهي شركة منظمة بموجب القانون الخاص ومملوكة بنسبة 100% لجمهورية ألمانيا الاتحادية . منذ يناير 1993، قامت الشركة بمراقبة الحركة الجوية في ألمانيا، و يعمل مراقبو الحركة الجوية العسكرية والمدنية جنبًا إلى جنب. منذ عام 1994، كانت إدارة الخدمات الجوية مسؤولة عن التعامل مع الحركة الجوية المدنية والعسكرية في وقت السلم. المطارات العسكرية فقط هي المعفاة من هذا التكامل. 

## ملحوظات خارجية
1. ↑  وصلة مرجع: https://www.service.bund.de/Content/DE/DELeistungen/A/Abkuerzungsverzeichnis-des-Bundes-BMI-BVA.html. الوصول: 11 ديسمبر 2021.
2. ↑  مُعرِّف قاعدة بيانات البحث العالمية (GRID): grid.7555.2. مذكور في: قاعدة بيانات معرفات البحث العالمية. الوصول: 13 مايو 2020. لغة العمل أو لغة الاسم: الإنجليزية.
3. ↑  وصلة مرجع: https://www.lobbyfacts.eu/datacard/dfs-deutsche-flugsicherung-gmbh?rid=80667711712-64.
4. ↑  "Geschäftsbericht 2021" [Annual Report 2021] (PDF). dfs.de (بالألمانية). DFS Deutsche Flugsicherung GmbH. p. 91. Archived from the original (PDF) on 2023-02-28. Retrieved 2023-02-28.
5. ↑  "About DFS: Business". Deutsche Flugsicherung. 22 يونيو 2009. مؤرشف من الأصل في 2009-03-28. اطلع عليه بتاريخ 2010-03-05.

## روابط خارجية
- الموقع الرسمي
 (in English)